# 马西伊 (芒什省)
马西伊（法語：Marcilly，法語發音：[maʁsiji] ⓘ）是法国芒什省的一个市镇，属于阿夫朗什区。

## 地理
马西伊（48°38'53"N, 1°15'7"W）面积8.86 平方千米，位于法国诺曼底大区芒什省，该省份为法国西北部沿海省份，西、北、东北三面环大西洋，东起顺时针与卡爾瓦多斯省、奧恩省、马耶讷省和伊勒-维莱讷省接壤。
与马西伊接壤的市镇（或旧市镇、城区）包括：圣奥万、伊西尼-勒比阿、勒梅尼勒奥泽讷、圣康坦叙勒奥姆、迪塞-莱谢里。

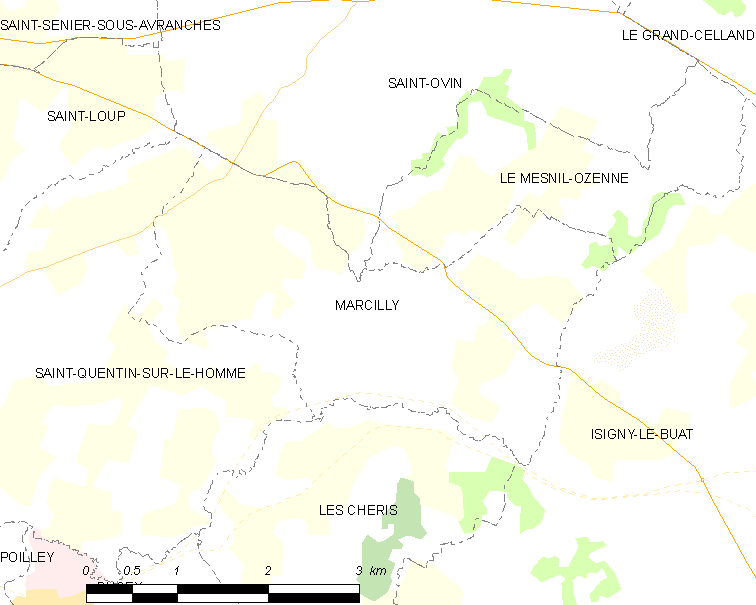
的OSM定位图

马西伊的时区为UTC+01:00、UTC+02:00（夏令时）。

## 行政
马西伊的邮政编码为50220，INSEE市镇编码为50290。

## 政治
马西伊所属的省级选区为蓬托尔松县。

## 人口

1962-2008年间人口变化图示

马西伊于2022年1月1日时的人口数量为353人。